# Zbójna (gmina)
Zbójna (do 1954 gmina Gawrychy) – gmina wiejska w województwie podlaskim, w powiecie łomżyńskim. W latach 1975–1998 gmina położona była w województwie łomżyńskim.
Siedziba gminy to Zbójna.
Według danych z 30 czerwca 2004 gminę zamieszkiwało 4358 osób.

## Struktura powierzchni
Według danych z roku 2002 gmina Zbójna ma obszar 185,77 km², w tym:
- użytki rolne: 50%
- użytki leśne: 45%

Gmina stanowi 13,72% powierzchni powiatu.

## Demografia

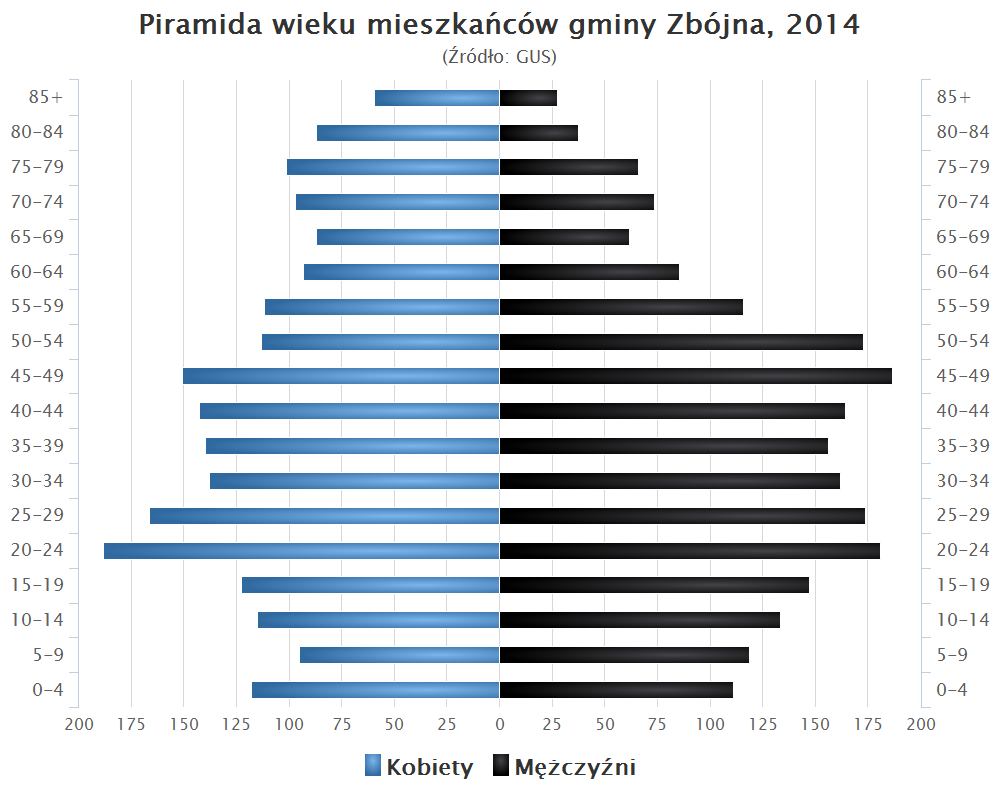
Piramida wieku mieszkańców gminy Zbójna w 2014 roku

Dane z 30 czerwca 2004:
| Opis                              | Ogółem | Ogółem | Kobiety | Kobiety | Mężczyźni | Mężczyźni |
| --------------------------------- | ------ | ------ | ------- | ------- | --------- | --------- |
| jednostka                         | osób   | %      | osób    | %       | osób      | %         |
| populacja                         | 4358   | 100    | 2119    | 48,6    | 2239      | 51,4      |
| gęstość zaludnienia (mieszk./km²) | 23,5   | 23,5   | 11,4    | 11,4    | 12,1      | 12,1      |

## Sołectwa
Bienduszka, Dębniki, Dobry Las, Gawrychy, Gontarze, Jurki, Kuzie, Laski, Osowiec, Pianki, Piasutno Żelazne, Popiołki, Poredy, Ruda Osowiecka, Siwiki, Stanisławowo, Tabory-Rzym, Wyk, Zbójna.

## Pozostałe miejscowości
Dobry Las leśniczówka, Jagłowiec, Nowogród, Osowiec (osada leśna), Piasutno Żelazne (leśniczówka), Poredy (leśniczówka), Sosnowy.

## Rezerwaty przyrody
- Kaniston
- Czarny Kąt

## Sąsiednie gminy
Kadzidło, Kolno, Lelis, Łyse, Mały Płock, Miastkowo, Nowogród, Turośl